# Försvarsmaktens logistik
Försvarsmaktens logistik (FMLOG) är ett försvarsmaktsgemensamt logistikförband inom Försvarsmakten som verkat sedan 2002. Förbandsledningen är förlagd i Stockholms garnison i Stockholm.

## Historik
Förbandet bildades den 1 januari 2002 genom att Försvarsmakten samlade Norra, Mellersta och Södra underhållsregementena, Underhållsgrupp Gotland, Försvarsmaktens Flygverkstäder, Örlogsvarvet Muskö, FMV Resmat, Militära servicekontoret, Försvarsmaktens underhållscentrum, serviceenheterna och resurser för drift och underhåll av IT/telesystem vid militära enheter inom ett gemensamt förband för hela Försvarsmakten. Viss underhållsverksamhet övertogs också från flyg- och marinförband. Syftet var att effektivisera verksamheten, nyttja kompetens och resurser bättre samt att sänka kostnaderna för stöd och underhåll. Den nya organisationen skulle vara behovsstyrd och intäktsfinansierad. Genom intäktsfinansieringen kunder kostnaderna på förbandens logistik identifieras och tydliggöras. Detta var en förutsättning för att sedan successivt minska kostnaderna och öka effektiviteten. Staben flyttades genom försvarsbeslutet 2004 år 2005 från Karolinen i Karlstad till Stockholm.
I Försvarsmaktens budgetunderlag för 2023 föreslog Försvarsmakten att Försvarsmaktens logistik skulle byta namn den 1 januari 2023 till Försvarsmaktens logistikregemente (FM LOGR). Bakgrunden till förslaget om namnbyte angavs som namnet Försvarsmaktens logistik inte avspeglade den verksamhet som organisationsenheten bedriver i dag, nämligen logistik på den bakre nivån. Genom mindre justering av namnet så ansåg Försvarsmakten att förbandsidentiteten samtidigt bibehölls. Vidare så ansåg man med att med namnbytet så kan Försvarsmaktens logistikregemente (FM LOGR) kallas för Logistikregementet, istället för som tidigare för akronymen FMLOG. I samma budgetunderlag föreslog Försvarsmakten att ledningen och staben för Försvarsmaktens logistik från och med den 1 januari 2023 lokaliseras till Arboga garnison.
I Försvarsmaktens budgetunderlag för 2024 föreslog Försvarsmakten att regeringen beslutar om att inga förändringar görs avseende FMLOG i förordningen
(2007:1266) med instruktion för Försvarsmakten. Något som Försvarsmakten i budgetunderlag för 2023 föreslog, för att kunna omlokalisera FMLOG till Arboga.

## Verksamhet
Försvarsmaktens logistik är ansvarig för samordning av den bakre logistiken. Försvarsmaktens logistik har cirka 800 anställda (varav cirka 90% är civilanställda). Försvarsmaktens logistik bidrar till uthållig och effektiv försvarslogistik genom att anskaffa, vidmakthålla samt avveckla förnödenheter. Förbandet ser till så att reservmateriel och drivmedel finns tillgängligt kontinuerligt över tiden, när och där Försvarsmakten behöver den. Försvarsmaktens logistik planerar och hanterar även Försvarsmaktens transportbehov nationellt och internationellt för alla transportsätt och i alla konfliktnivåer. I det ligger också spedition och tullhantering. Försvarsmaktens logistik genomför även skyddade transporter nationellt och internationellt.

## Ingående enheter
Försvarsmaktens logistik är från och med 2015 ett krigsförband. Fram till och med 2021 ska nu organisationen öva och utbildas för att 2021 vara redo att koordinera logistiken vid insatser, oavsett om det råder fred kris eller krig i den miljö som förbandet befinner sig i. 

## Heraldik och traditioner
Sleipner, Odens stridshäst med åtta ben, var starkast av alla hästar och kunde springa såväl på land som på vatten och i luften. Detta understryker det försvarsmaktsgemensamma. Svärdet symboliserar också det försvarsgemensamma. Hästen är intimt förknippad med både underhållstjänstens och övrig stödverksamhets historia. Hästen drog fram våra förnödenheter. Seldon och hästskor skulle tillverkas, lagas och renoveras. Hästen användes vid postbefordran och blev säkert mat ibland. Blixtarna från Sleipners hovar symboliserar både kraft och elektronisk överföring.
År 2002 instiftades Försvarsmaktens logistiks förtjänstmedalj i silver (FMLOGSM). Förtjänstmedalj ärvdes från Försvarsmaktens underhållscentrums (FMUhC) och är i 8:e storleken. Beskrivning, medalj i silver med häst med blixtar efter hovarna. Band: vitt med blå kanter och en svart rand på mitten.

## Förbandschefer
- 2002-02-01--2005-06-30: Generalmajor Åke Jansson [c]
- 2005-07-01--2009-08-31: Brigadgeneral Peter Wretman.
- 2009-09-01--2010-11-30: Överste 1. graden Ulf Nordlander[7]
- 2010-12-10--2011-03-31: Överste Sven-Olof Broman [d]
- 2011-04-01--2013-12-31: Överste Mats Ström[8]
- 2014-01-01--2016-05-26: Överste Torgny Henryson
- 2016-05-26--2022-06-09: Överste Olof Granander [9]
- 2022-06-10--idag: Kommendör Mattias Svedin

## Namn, beteckning och förläggningsort
| Försvarsmaktens logistik          | 2002-01-01 | – | 2022-12-31 |
| Försvarsmaktens logistikregemente | 2023-01-01 | – |            |

| FMLOG   | 2002-01-01 | – | 2022-12-31 |
| FM LOGR | 2023-01-01 | – |            |

| Karlstads garnison (F)             | 2002-01-01 | – | 2004-12-31 |
| Stockholms garnison (F)            | 2005-01-01 | – | 2022-12-31 |
| Arboga garnison (F)                | 2023-01-01 | – |            |
| Flertal orter över hela landet (D) | 2002-01-01 | – |            |